# Coigneux
Coigneux é uma comuna francesa na região administrativa de Altos da França, no departamento de Somme. Estende-se por uma área de 2,88 km². Em 2010 a comuna tinha 51 habitantes (densidade: 17,7 hab./km²).